# أبي بن كعب
أُبَيّ بن كعب (ت 30هـ/ 650م) صحابي وقارئ وفقيه وكاتب للوحي وراوي للحديث النبوي من الأنصار من بني معاوية بن عمرو بن مالك بن النجار من الخزرج. وكان من كتاب الوحي شهد بدرًا وأحد والخندق وبيعة العقبة الثانية، وشهد مع النبي محمد صلى الله عليه وسلمالمشاهد كلها. جمع أبي بن كعب القرآن، وعرضه على النبي ﷺ في حياته، وكان أحد الأربعة الذين جمعوا القرآن في حياة النبي ﷺ.

## أسمه ونسبه
أبي بن كعب بن قيس بن عبيد بن معاوية بن عمرو بن مالك بن النجار، وأسمه تيم اللات وقيل تيم الله بن ثعلبة بن عمرو بن الخزرج الأكبر الأنصاري الخزرجي المعاوي، وسمي النجار لأنه أختتن بآلة القدوم، وقيل ضرب وجه شخص بقدوم فنجره فقيل له النجار. 

## سيرته
أسلم أبي بن كعب بن قيس بن زيد الخزرجي، وشهد بيعة العقبة الثانية مع السبعين من الأنصار. ولما هاجر النبي، آخى النبي ﷺ بينه وبين طلحة بن عبيد الله، وقيل بينه وبين سعيد بن زيد. وقد شهد أبي بن كعب مع النبي ﷺ المشاهد كلها.
بعد وفاة النبي محمد ﷺ تفرغ أبي بن كعب للعبادة، إلى أن وجد حاجة الناس إليه، فترك العبادة وجلس ليُعلّم الناس. قال مسروق بن الأجدع: «انتهى علم الصحابة إلى ستة: عمر وعلي وأبي بن كعب وزيد بن ثابت وأبي الدرداء وابن مسعود، ثم انتهى علم الستة إلى علي وابن مسعود». وقال معمر بن راشد: «عامة علم ابن عباس من ثلاثة: عمر، وعلي، وأبي».
اختُلف في وقت وفاة أبي بن كعب، فقيل مات بالمدينة المنورة سنة 22 هـ، وقيل سنة 19 هـ، وقيل سنة 32 هـ، وقيل سنة 20 هـ، وقيل سنة 30 هـ وهو الراجح. وقد شهد عتي بن ضمرة يوم وفاته، فقال: «رأيت أهل المدينة يموجون في سككهم، فقلت: «ما شأن هؤلاء؟»، فقال بعضهم: «ما أنت من أهل البلد؟!»، قلت: «لا»، قال: «فإنه قد مات اليوم سيد المسلمين، أبي بن كعب»».
كان أبي رجلاً ليس بالطويل ولا بالقصير، نحيفًا، أبيض الرأس واللحية، وكان امرءًا فيه شراسة، وقد ترك من الولد الطفيل ومحمد وأمهما أم الطفيل بنت الطفيل بن عمرو الدوسية، وعبد الله وأم عمرو لم يُذكر اسم أمهاتهم.

## منزلته عند المسلمين
روى أنس بن مالك رضي الله عنه عن النبي ﷺ قوله: «أرحم أمتي بأمتي أبو بكر، وأشدهم في دين الله عمر، وأصدقهم حياء عثمان، وأعلمهم بالحلال والحرام معاذ بن جبل، وأفرضهم زيد بن ثابت، وأقرؤهم أبي بن كعب، وَلكل أمة أمين، وأمين هذه الأمة أبو عبيدة بن الجراح.» وقال عمرو بن العاص: «كنت عند رسول الله ﷺ في يوم عيد، فقال: «ادعوا لي سيد الأنصار». فدعوا أبي بن كعب، فقال: «يا أبي، ائت بقيع المصلى، فأمر بكنسه»».
كان عمر بن الخطاب يُجل أبيًّا، ويتأدب معه، ويتحاكم إليه. وقد روى عن عمر بن الخطاب قوله: «أقضانا علي، وأقرؤنا أبي، وإنا لندع من قراءة أبي، وهو يقول: «لا أدع شيئًا سمعته من رسول الله ﷺ، وقد قال الله تعالى: ﴿مَا نَنْسَخْ مِنْ آيَةٍ أَوْ نُنْسِهَا نَأْتِ بِخَيْرٍ مِنْهَا أَوْ مِثْلِهَا أَلَمْ تَعْلَمْ أَنَّ اللَّهَ عَلَى كُلِّ شَيْءٍ قَدِيرٌ ۝١٠٦﴾ [البقرة:106]»». كما رُوي أنه طلب رجل حاجة إلى عمر، وإلى جنبه رجل أبيض الثياب والشعر، فقال الشيخ: «إن الدنيا فيها بلاغنا، وزادنا إلى الآخرة، وفيها أعمالنا التي نجزى بها في الآخرة». فسأل الرجل: «من هذا يا أمير المؤمنين؟»، قال: «هذا سيد المسلمين أبي بن كعب». وحين خطب عمر بالجابية، قال: «من أراد أن يسأل عن القرآن فليأت أبي بن كعب، ومن أراد أن يسأل عن الفرائض فليأت زيدًا، ومن أراد أن يسأل عن الفقه فليأت معاذًا، ومن أراد أن يسأل عن المال فليأتني؛ فإن الله جعلني خازنًا وقاسمًا». ورُوي أن أبيًا بن كعب قال لعمر بن الخطاب: «مالك لا تستعملني؟»، قال: «أكره أن يدنس دينك».

## أبي بن كعب والقرآن
كان أبي بن كعب ممن يُحسنون الكتابة من العرب في الجاهلية قبل الإسلام، وكانوا معدودين. فاختاره النبي محمد ﷺ ليكون كاتبه الأول للوحي من الأنصار. جمع أبي بن كعب القرآن في حياة النبي - صلى الله عليه وسلم - وعرضه عليه. روى عبد الله بن عمرو بن العاص عن النبي ﷺ أنه قال: «خُذُوا القرآن من أربعة: من ابن مسعود، وأبي بن كعب، ومعاذ بن جبل، وسالم مولى أبي حذيفة.» وقال أنس بن مالك: «قال النبي ﷺ لأبي بن كعب: «إن الله أمرني أن أقرأ عليك القرآن»، قال: «الله سماني لك؟»، قال: «نعم». قال: «وذُكرت عند رب العالمين؟»، قال: «نعم». فذرفت عيناه». وقال أيضًا: «جمع القرآن على عهد رسول الله ﷺ أربعة كلهم من الأنصار: أبي بن كعب، ومعاذ بن جبل، وزيد بن ثابت، وأبو زيد أحد عمومتي»، كما روى أنس عن النبي محمد أنه قال: «أقرأ أمتي أبي». وكان أبي يُتم قراءة القرآن في ثمان ليال.
وقد عرض عبد الله بن عباس وأبو هريرة وعبد الله بن السائب وعبد الله بن عياش بن أبي ربيعة وأبو عبد الرحمن السُلمي وأبو العالية الرياحي القرآن على أبي بن كعب، فأجازهم. وزعم محمد بن سيرين أن عثمان بن عفان، لما أراد جمع القرآن، أسند تلك المهمة إلى اثني عشر رجلاً من قريش والأنصار فيهم أبي بن كعب وزيد بن ثابت.

## روايته للحديث النبوي
- روى عن: النبي محمد ﷺ[16]
- روى عنه: بنوه محمد والطفيل وعبد الله، وأنس بن مالك وعبد الله بن عباس وسويد بن غفلة وزر بن حبيش وأبو العالية الرياحي وأبو عثمان النهدي وسليمان بن صرد وسهل بن سعد وأبو إدريس الخولاني وعبد الله بن الحارث بن نوفل وعبد الرحمن بن أبزي وعبد الرحمن بن أبي ليلى وعبيد بن عمير الليثي وعتي بن ضمرة السعدي[2] وعبادة بن الصامت وعبد الله بن خباب بن الأرت[9] وعمر بن الخطاب وأبو أيوب الأنصاري وأبو موسى الأشعري وأبو هريرة[17] وجابر أو جويبر العبدي والجارود بن أبي سبرة الهذلي وجندب بن عبد الله البجلي وسعيد بن المسيب وعبد الله بن أبي بصير وعبد الله بن رباح الأنصاري وعبد الله بن فيروز الديلمي[18] وعبد الله بن أبي الهذيل وعبد الرحمن بن الأسود بن عبد يغوث وعطاء بن يسار وعطية الكلاعي وعمارة بن عمرو بن حزم الأنصاري وقيس بن عباد الضبعي[19] ومسروق بن الأجدع والمغيرة بن نوفل ونفيع أبو رافع الصائغ ويحيى بن الجزار وأبو الأسود الدؤلي وأبو بصير الأعمى.[16]
- منزلته عند أهل الحديث: لأبي بن كعب أكثر من ستين حديثًا،[2] رواها عنه الجماعة،[7] كما أنه له في مسند بقي بن مخلد 164 حديثًا، منها ثلاثة أحاديث متفق عليها، وانفرد البخاري بثلاثة، ومسلم بسبعة.[2]

## وفاته
توفي بالمدينة المنورة  سنة 19هـ/ 640م وقيل سنة 20هـ/ 641م، وقيل مات في خلافة عمر بن الخطاب سنة 22هـ/ 643م، وقيل أن التاريخ الأثبت في خلافة عثمان بن عفان سنة 30هـ/ 650م؛ لأن عثمان أمره أن جمع القرآن.